# Кузнецов, Юлий Андреевич
Юлий Андреевич Кузнецов (бел. Юлій Андрэевіч Кузняцоў; род. 2 августа 2003, Новополоцк, Витебская область) — белорусский футболист, полузащитник мозырской «Славии».

## Карьера
Начинал заниматься футболом в новополоцком «Нафтане», затем оказался в структуре «Минска» в возрасте 15 лет. В 2020 году стал выступать за дубль минчан. В 2021 году начал тренироваться с основной командой. Дебютировал игрок за столичный клуб против минского «Динамо» 24 апреля 2021 года, выйдя на замены в самом конце матча. С июня 2021 года стал чаще попадать в заявку команду на матчи в Высшей лиге. 22 июля 2021 года продлил контракт с клубом. За свой дебютный сезон вышел на поле 14 раз, преимущественно со скамейки запасных. В сезоне 2022 начал со скамейки запасных, выйдя на замену на 84 минуте матча против минского «Динамо». Затем в основном оставался на скамейке запасных.
В июне 2022 года отправился в аренду в новополоцкий «Нафтан» из Первой лиги. Дебютировал за клуб 2 июля 2022 года в матче против пинской «Волны», выйдя на замену на 59 минуте. Дебютный гол за клуб забил 22 октября 2022 года в матче против пинской «Волны». Вместе с клубом стал чемпионом Первой лиги. По ходу сезона стал одним из ключевых игроков в клубе. Провёл за клуб 15 матчей, в которых отличился единственным забитым голом.
В декабре 2022 года появилась информация, что новополоцкий клуб желает продолжить сотрудничество с футболистом. В январе 2023 года футболист вернулся в «Минск», вместе с которым стал готовиться к новому сезону. Первый матч сыграл 17 марта 2023 года против мозырской «Славии». На протяжении сезона футболист был в клубе одним из ключевых игроков, однако результативными действиями не отличился. По итогу сезона футболист вместе с клубом завершил чемпионат на итоговом девятом месте. В декабре 2023 года появилась информация, что футболист покидает столичный клуб. В конце декабря 2023 года футболист официально покинул клуб.
В январе 2024 года появилась информация, что в подписании футболиста заинтересован «Гомель». В феврале 2024 года футболист присоединился к мозырской «Славии». Дебютировал за клуб футболист 15 марта 2024 года в матче против могилёвского «Днепра», выйдя на замену на 65 минуте. Дебютным забитым голом за клуб футболист отличился 14 апреля 2024 года в матче против солигорского «Шахтёра». На протяжении сезона футболист выступал за клуб в роли одного из основных игроков клуба.
Новый сезон в составе мозырского клуба футболист начал в матче 14 марта 2025 года против «Ислочи», выйдя на поле в стартовом составе.

## Международная карьера
Выступал за юношеские сборные Беларуси до 17 лет и до 19 лет в матчах квалификации на Чемпионат Европы до 17 лет и до 19 лет соответственно. В январе 2020 года футболист вместе со сборной отправился выступать на Кубок Развития. В финале турнира футболист вместе со сборной одержал победу в серии пенальти против Таджикистана.
Дебютировал за молодёжную сборную Беларуси 21 сентября 2022 года против молодёжной сборной России, отличившись дебютным голом. В марте 2023 года футболист вместе с о сборной отправился на квалификационные матчи молодёжного чемпионата Европы. Первый матч на турнире сыграл 28 марта 2023 года против сборной Греции.

## Достижения
Клубные
«Нафтан»
- Победитель Первой лиги: 2022

Сборные
Беларусь (до 17)
- Победитель Кубка Развития: 2020